# باترز استاچ
لئوپولد باترز استاچ، معروف به باتر شخصیت کارتونی سریال تلویزیونی ساوت پارک است.

## شخصیت

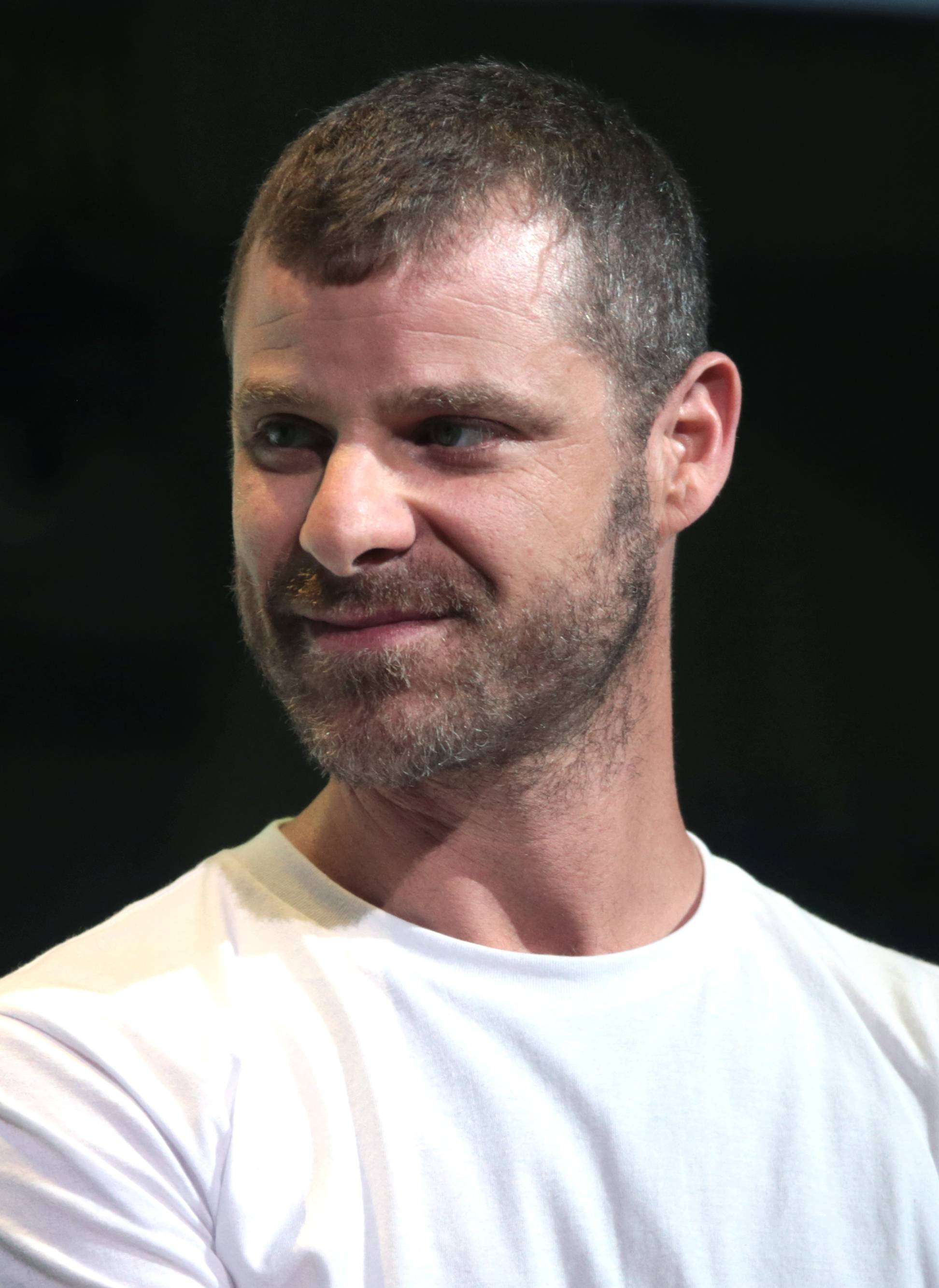
مت استون در کنفرانس بین المللی کامیک-کان سن دیگو 2016 در سن دیگو، کالیفرنیا صحبت می کند.

باتر به دلیل تنبیه‌های پیاپی والدینش، بسیار ترسو شده است. نکته کمدی این شخصیت این است که والدینش به هر دلیلی وی را در خانه حبس می‌کنند و راه حل تمام مشکلات کودک خود را در حبس کردن وی می‌بینند.

باتر شخصیتی بسیار ساده لوح دارد و به همین خاطر معمولاً توسط دیگر بچه‌های این مجموعه تلویزیونی به ویژه اریک کارتمن مورد سوء استفاده قرار می‌گیرد.
به دلایلی نا معلوم اکثر شخصیت‌های این سریال تلویزیونی تصور می‌کنند باتر هم جنس گرا است البته هم جنس گرایی و گی بودن در این سریال تلویزیونی به عنوان صفت تحقیر و ناسزا هم به کار می‌رود.

## پروفوسور کیاس
کیاس قهرمانی است که از دکتر دووم در کتاب‌های کامیک مارول الهام گرفته شده و باتر بعد از ترد شدن توسط دوستان، این شخصیت را به خود می‌گیرد که قهرمانی است منفی و قصد نابودی و ایجاد هرج و مرج در دنیا را دارد ولی به دلیل ساده لوحی باتر، در اکثر مواقع کیاس، یا هیچ کاری نمی‌کند یا خود را به دردسر می‌اندازد.